# Griekse parlementsverkiezingen 2015 (september)
De Griekse parlementsverkiezingen van 20 september 2015 waren verkiezingen in Griekenland. Het linkse SYRIZA werd met 145 zetels de grootste partij.

## Aanloop
Na een grote overwinning bij de parlementsverkiezingen van januari 2015 ontstond er gedurende de regeerperiode onvrede binnen de regerende partij SYRIZA. Dit omdat Alexis Tsipras, ondanks de uitslag van een referendum over het al dan niet accepteren van een voorstel van een groep schuldeisers (gevormd door de Europese Commissie, de lidstaten van de eurogroep, de Europese Centrale Bank en het Internationaal Monetair Fonds) toch een overeenkomst met de crediteuren sloot. 
Een groep parlementsleden die het oneens was met het sluiten van deze overeenkomst begon zich onder leiding van Panagiotis Lafazanis steeds meer te laten gelden. Hierdoor kwam de positie van Tsipras als regeringsleider steeds meer onder druk te staan. Daarom kondigde hij op 20 augustus 2015 een vertrouwensstemming aan. Echter de dag voordat het tot een stemming kon komen, kondigde Tsipras het ontslag van zijn regering aan en stelde hij nieuwe verkiezingen in het vooruitzicht. Een dag later splitsten 25 parlementsleden zich van Syriza af om de partij Volkseenheid op te richten. Op donderdag 20 augustus 2015 bood premier Alexis Tsipras zijn ontslag aan bij president Prokopis Pavlopoulos en kondigde dit aan in een televisietoespraak. Hij vroeg de president een datum voor nieuwe verkiezingen vast te stellen.

## Procedure van de parlementsverkiezing
In Griekenland kent men parlementsverkiezingen waarbij 300 zetels te verdelen zijn. Deze parlementsverkiezingen vinden om de vier jaar plaats tenzij het kabinet tussendoor valt. Partijen kennen een kiesdrempel van 3% om in het parlement te komen. In Griekenland geldt een stemplicht, hoewel er nog nooit maatregelen zijn genomen tegen niet-stemmers. Men stemt in het kiesdistrict waar men ingeschreven is (maar dit hoeft niet de plaats te zijn waar men woont). Indien het niet mogelijk blijkt een regering te vormen worden er nieuwe verkiezingen gehouden. De partij met de meeste stemmen krijgt 50 zetels extra. De andere 250 zetels worden evenredig verdeeld op basis van het stemmenaantal, met inachtneming van de kiesdrempel. Alle ongeldige, blanco stemmen en die van partijen die het niet gehaald hebben gaan automatisch naar de grootste partij.
In de Griekse kieswet is geregeld dat, indien een regering binnen een jaar valt, elk van de drie grootste partijen gedurende drie dagen in staat wordt gesteld om een nieuwe formatiepoging te doen. SYRIZA maakte geen gebruik van deze mogelijkheid, de twee andere van de drie grootste partijen, te weten Nea Dimokratia en de Volkseenheid, een afscheuring van SYRIZA, wel. Door de afsplitsing van deze laatste partij werd zij in het parlement de derde partij in grootte (dit ten koste van de Gouden Dageraad).
Evangelos Meimarakis, de partijleider van Nea Dimokratia, gaf na drie dagen zijn formatieopdracht terug, omdat hij geen kans zag een regering te vormen (Tsipras weigerde bijvoorbeeld met hem te praten). Hierna gaf president Pavlopoulos de opdracht aan de leider van de Volkseenheid, Panagiotis Lafazanis. Nadat ook deze poging op niets was uitgelopen en de president geen mogelijkheid meer zag om een regering te benoemen, werd Vasiliki Thanou-Christofilou, de president van de Areios Pagos, het hoogste rechtscollege van Griekenland, benoemd tot interim-premier. Op 28 augustus vormde zij een tijdelijke regering bestaand uit deskundigen. De verkiezingen zijn gehouden op 20 september 2015.
Na de verkiezingen van 20 september 2015 zijn SYRIZA en Nea Demokratia de twee grootste partijen gebleven. SYRIZA kreeg 35% van de stemmen, wat in feite een bevestiging van het regeringsbeleid van Tsipras betekende.

## Deelnemende partijen die zitting in het parlement hebben
|                                                 | SYRIZA | Nea Dimokratia                                                                                              | PASOK                                           | Onafhankelijke Grieken                                                                | Gouden Dageraad                         | Communistische Partij          | To Potami                            | Unie van centralisten |
|                                                 | | |                                                 |                                                                                       |                                         |                                |                                      |                       |
| Ideologie                                       | Democratisch Socialisme, Links-populisme, Ecosocialisme, Eurosceptisch, Anti-kapitalisme,Libertarisch socialisme, Feminisme, Laïcisme, Andersglobalisme | Conservatisme, Liberaal conservatisme, Christendemocratie, Conservatief-liberalisme, Economisch liberalisme | Sociaaldemocratie, Derde Weg, Links-liberalisme | Grieks nationalisme, Nationaal-conservatisme, Conservatisme, Populisme, Eurosceptisch | Ultranationalisme, Fascisme, Neonazisme | Communisme, Marxisme-leninisme | Links-liberalisme, Sociaaldemocratie |                       |
| Richting                                        | Links | Centrumrechts                                                                                               | Centrumlinks                                    | Rechts                                                                                | Extreemrechts                           | Extreemlinks                   | Centrum(links)                       |                       |
| Griekse parlementsverkiezingen 2015 (januari)   | 149 (99+50 bonuszetels), 124 (Na 21 augustus 2015) | 76 | 13                                              | 13                                                                                    | 17                                      | 15                             | 17                                   |                       |
| Griekse parlementsverkiezingen 2015 (september) | 145 (35,46 %) | 75 (28,10 %)                                                                                                | 17 (6,28 %)                                     | 10 (3,69 %)                                                                           | 18 (6,99 %)                             | 15 (5,55 %)                    | 11 (4,09 %)                          | 9 (3,43 %)            |

1950 · 1951 · 1952 · 1956 · 1958 · 1961 · 1963 · 1964 · 1974 · 1977 · 1981 · 1985 · 1989 (juni) · 1989 (nov.) · 1990 · 1993 · 1996 · 2000 · 2004 · 2007 · 2009 · 2012 (mei) · 2012 (juni) · 2015 (jan.) · 2015 (sep.) . 2019 · 2023 (mei) · 2023 (jun.)